# Hibiscus merxmuelleri
Hibiscus merxmuelleri är en malvaväxtart som beskrevs av H. Roessler. Hibiscus merxmuelleri ingår i Hibiskussläktet som ingår i familjen malvaväxter. Inga underarter finns listade i Catalogue of Life.